# 卑弥呼
卑彌呼（日语：／ Himiko，約170年—248年），古代日本邪馬台國的女王。她是在《三國志》所載和曹魏往來甚密的倭女王。

## 歷史上的記載
根據《三國志·魏書·倭人傳》記載，倭國曾有一名男王統治了七十餘年，男王死後倭國發生大亂，國人互相攻伐多年，最後共立卑彌呼為女王平息混亂，她事奉「鬼道」，能惑眾，年紀已經不小，沒有夫婿，有弟弟辅佐治理国家。為王之後，居住深宫，很少有人見過她，有侍婢千人服侍。只有一個男子送食，出入傳達女王的話語命令。居處宮室樓觀，城柵嚴設，常有人持兵守衞。卑彌呼曾派由大夫難升米和都市牛利出使魏國，魏明帝曹叡則封卑彌呼為“親魏倭王”，授其金印。卑彌呼後來還派過一次由大夫伊聲耆、掖邪狗等八人組成的使節團到魏國。另有一次倭人載斯、烏越到魏國，說明倭女王卑彌呼與狗奴國男王卑彌弓呼，平素就不和，雙方互相攻擊的狀況。卑彌呼死後葬於四周長百餘步的大型墳塚，殉葬奴婢百餘人。
238年，派遣大夫、副使都市牛利出使魏國，獻男生四人，女生六人、班布二匹二丈。獲賜親魏倭王之金印紫綬和以絳地交龍錦五匹、絳地縐粟罽十張、蒨絳五十匹、紺青五十匹，答汝所獻貢直。又特賜汝紺地句文錦三匹、細班華罽五張、白絹五十匹、金八兩、五尺刀二口、銅鏡百枚、鉛丹、真珠各五十斤。並難升米為率善中郎將，牛利為率善校尉，銀印青綬。
243年，再度向魏國派遣使節。
248年，過世。葬於奈良箸墓古墳（其墳斷代為公元3世紀中頃，與《魏書》所提時間吻合，該墓長274米）。
《後漢書》對倭國卑彌呼的描述沿襲了《三國志》中的說法。《晉書》說司馬懿於238年滅公孫淵後，卑彌呼遣使至帶方郡朝見，其後貢聘不絕。
朝鮮史書《三國史記》記載，173年，倭國女王卑彌乎派遣使者，出使新羅。
然而，根據中華史書，要到356年才有出現跟新羅相關的記載。因而目前一般認為《三國史記》之作者藉卑彌呼來增加新羅國的存在年代。

## 人物假說
自江戶時代起，就有很多關於卑彌呼到底等同於《日本書紀》及《古事記》上何人的討論及研究。不論到底何種說法屬實，可以肯定的是，這都會大幅改寫現今所知的日本古代史。

### 天照大神說
根據天文學的計算，大約在卑彌呼過世前後，於247年3月24日和248年9月5日、北九州地區可見到兩次日食。這樣的說法和日本神話中天照大神躲入天岩戶中，世界因而無光的記載（天岩戶）相符合。另外以統計學的方式，利用天皇的平均在位期間推算，也可得到卑彌呼的時代和天照大神的時代重合的計算結果。
因此，松本清張和井澤元彥等人提出了卑彌呼遭暗殺的說法。當日食發生之時，代表侍奉太陽神的巫女卑彌呼的靈力消失，因而遭到邪馬台國人民殺害。這種說法認為，卑彌呼遭暗殺後邪馬台國一時陷入混亂，直到新選出下任侍奉太陽神的巫女臺與才安定下來；這就是《日本書紀》中一度躲入天岩戶的天照大神又重新出來的記載的來源。然而此一暗殺說基於想像的部分過多，因而亦有許多不表認同的意見。
如果卑彌呼的確就是天照大神，那麼邪馬台國就必然位於九州地區。那麼，位於九州的邪馬台國為何又於何時東遷到畿內地區，目前則不得而知。有一說法是東遷即歷史上的神武天皇東征，但尚待進一步研究。

### 倭迹迹日百袭媛命說
倭迹迹日百袭媛命於《日本書紀》中又稱為倭迹迹姬命，古事記中則記載為「夜麻登登母母曾毗卖命」。
傳為《日本書紀》中倭迹迹日百袭媛命的墓，箸墓古墳的後圓部直徑約160米，這和《魏志倭人傳》中「卑彌呼死去，大作冢，徑百余步」的記載相一致。《日本書紀》中倭迹迹日百袭媛命作為巫女，與吉備津彥命的關係，和《魏志倭人傳》中「事鬼道」、「有男弟佐治國」的記載也有互通之處。
一直以來，對於上述論點的反駁意見，以箸墓古墳的建造年代約在三世紀末至四世紀初，和卑彌呼所在的時代不符合的說法最為有力。但使用年輪年代法的最新研究表明，古墳時代的開始年代可能比通說（4世紀初）更早。如此一來，上述箸墓古墳的建造年代便有可能上朔至和卑彌呼沒年（248年間）相同的三世紀中期，因而使本學說再度受到注意。

### 倭姬命說
日本學者內藤湖南認為，卑彌呼可能是垂仁天皇的皇女倭姬命。

### 神功皇后說
《日本書紀·神功皇后紀》中，直接引用了《魏志倭人傳》中關於卑彌呼的相關記載。然而自江戶時代起，就有對於卑彌呼是否真為神功皇后的議論。按照此一學說，邪馬台國必然位於之後大和王權所建立的畿內地區。
反駁意見認為，神功皇后之子應神天皇與其母一同祀於奉祀八幡神的宇佐神宮（大分縣宇佐市），這與大和王權所在地相距過遠。總之《日本書紀》上的相關記載，現在多被認為是作者為了將大和王權和卑彌呼連為一脈所添加的內容，不應作為史實的參考依據。

### 熊襲的女酋長說
本居宣長認為日本自古以來就是獨立自主的國家，不認同《魏志倭人傳》上卑彌呼向魏朝貢，獲封倭王等日本臣服於中國的記載。宣長提出卑彌呼是九州南部熊襲地區的女酋長，自稱倭王並和魏結交；也就沒有天皇的先祖向中國朝貢之事。支持此一學說的還有鶴峰戊申、那珂通世等人，九州說即繼承此學說。

### 卑弥呼未在日本史留名說
沒有明確的記載於現今可見的史書上的學說。《魏志倭人傳》上所記載的倭國·邪馬台國的各個事件，在日本本身的史書上全無記載。此種學說因而認為卑彌呼所統治的政權，於3世紀中期至後期之間滅絕，是故沒有必要將卑彌呼及其所統治的邪馬台國對應至現存之史書上。這樣的學說可說是將卑彌呼·邪馬台國相關的問題以比較簡潔的方式加以解決；但是否有足夠證據支持此一學說，則尚待以後研究。然而掌權者操控「歷史」之記載並非不可能，因此即使並無可見史書之記載，亦無法說明真無此人。相對於此，即使記載某人某時做了某事也未必真實。
不過由於卑彌呼有能力派使節出使魏國，交換禮物，取得日本還沒有能力製作的數百枚銅鏡，國力是比較強的，應該在日本史書上有跡可循。而日本書紀更是直接在神功皇后的編年史內，直接放入三國志魏書倭人志的內容。

## 大眾文化相關作品裡的卑弥呼

### 文學作品
- 橫光利一《太陽》，是描寫耶馬台國的女王卑彌呼，與圍繞在她周圍的王子的故事，內容使用嶄新的口語文書寫，使用感覺上的修辭、快節奏的文體以及簡短的文章，表現生動有趣的故事發展。

### 輕小說
- 邪馬台國戰記聖戰少女：遙／桝田省治著／enterbrain發行／奇幻基地代理
  1. I 天空的邪馬台國（2007年 ISBN 978-4-7577-3412-8）
  2. II［完結篇］ 炎天的邪馬台國（2008年 ISBN 978-4-7577-4454-7）
- 2008年－緋彈的亞莉亞（Aria the Scarlet Ammo）在此書中，出現其後裔－星伽白雪（「白雪」只是隱藏身份的假名，本名是「緋巫女」（音同卑彌呼）），與金次是青梅竹馬。超偵，擅長用火系鬼道術，武器為日本刀「色金殺女」和M60通用機槍。

### 漫畫
在《驚爆遊戲》裡女主角在遊戲裡的暱稱也是卑彌呼。
在《閃靈二人組》中，搬運工-劇毒淑女的名字也叫做卑彌呼（工藤 卑彌呼）；而他的哥哥（其實非親兄妹）則是工藤邪馬人。
在手塚治虫的《火鳥》第一卷即取材自邪馬台國與卑彌呼的故事。
在《不笑公主與鈍感王子》中女主角因為總是面無表情而被周遭人稱為卑彌呼，而在日語中女主角的名字姫美子也與卑彌呼同音。
在《神慾之主》中女主角是邪馬台國的卑彌呼，沒有肉體，擁有名為氣道的異能。
在《忍者龜：都市傳說》(Teenage Mutant Ninja Turtles：Urban Legends)，一名自稱是許瑞德的女兒的女忍者叫做卑彌呼。
魔女大戰 32名異能魔女交戰廝殺（河本焰、塩塚誠）中作為魔女登場。
在漫畫和延伸輕小說《失貞的新娘》中，「陰陽五家」的黑條家重鎮人物名作卑彌呼（黑條 卑彌呼）。

### 動畫
在《鋼鐵吉克》主角改造人-司馬宙與邪神卑彌呼女王統治的邪馬台王國交戰。
在《戀遷都》女主角「電子卑彌呼」是由古代卑彌呼女王DNA而重製的「小卑彌呼」。
在動畫電影《千年女王》中曾暗示卑彌呼女王為由拉美圖派來監察地球歷代千年女王之一。
在動畫《魔法少女小圓》中曾暗示卑彌呼女王為人類歷史上的魔法少女之一。
在動畫《飛天少女豬事丁》中卑彌呼女王為被挑選成為飛天豬寶妮的少女之一，而且也是歷來最出色的寶妮。

### 電玩
•《崩壞3》手遊當中的角色「無量塔姬子」其名日文發音為Himiko，其前世「炎之律者」名稱則直接為「Himiko（卑彌呼）」，而其姓氏「無量塔」則延伸至米哈游另一款遊戲《原神》中的戰爭之國「納塔」
順帶一提，卑彌呼的日文「姬子」意為「公主、女王」
- 《無雙OROCHI系列》古日本邪馬台國傳奇女王卑彌呼（Himiko）是記載於三國志魏書中的古日本邪馬台國女王，於東漢末年時登基為王，年僅 17 歲，後與魏國互通使節，獲魏文帝曹丕封為親魏倭王並獲賜金印。遊戲中的卑彌呼是身為古代日本邪馬台國女王候選人的少女，具備開朗的性格，有著不論遭遇什麼狀況都不為所動的適應性與樂觀性。不過在活潑舉止的背後，也有著不輕易向他人敞開心扉的一面。因為年紀還小，因此偶爾也會出現莽撞無謀的行動。承襲上古眾神血統的卑彌呼具備神秘的力量，覬覦這股神秘力量的平清盛於是將卑彌呼召喚到異世界，不過來到異世界的卑彌呼最先遇到的卻是魔王遠呂智的軍師妲己。原本只想以懷柔手段利用卑彌呼的妲己，卻在相處的過程中逐漸對卑彌呼產生了感情。卑彌呼所使用的武器是具備「鬼道」之力的浮游青銅器「鬼道砲」，戰鬥時她可以同時操縱多個鬼道砲發射光束或氣彈來攻擊敵人，或者是發出光線來強化自身能力，由前田沙耶香（日语：前田沙耶香）配音。
- 《軒轅劍外傳 漢之雲》《軒轅劍外傳 雲之遙》遊戲當中，身為三國曹魏「銅雀尊者」之「青衣尊者」久悠，人物設定上為約於西元225年邪馬台國領袖日御子（卑彌呼）私下派遣至遼東接觸的使臣之一，本名久須毗呼。卑彌呼雖未在遊戲中出現，但久悠該角在與主角徐暮雲的談話中有稍微提到其名。
- 《古墓奇兵》（2013版）以有關邪馬台國及卑彌呼的歷史作主线剧情。其中她能夠以巫術操控天氣，法力強大的她因而被冠上了「太陽女王」的尊稱。
- 大神遊戲中卑彌乎是重要的NPC角色。
- 怪物弹珠遊戲中卑弥呼是重要的火屬性弹珠角色。
- 《Fate/Grand Order》作為5星Ruler出場。配音員：田村由香里
- 《三國戰紀2 橫掃千軍》作為此遊戲的最終BOSS，達到一定條件時會變成真卑彌呼。
- 《神魔之塔》於2021年6月7日登場的「邪馬女王」魔法石封印活動中的稀有角色。
- 三國殺中卑弥呼群勢力一名角色，技能縱傀、骨疽、覺醒後獲得蠶食，外號"親魏倭王"。
- 《蠟筆小新 我與博士的暑假 ～永不結束的七日之旅～》遊戲中，提到卑彌呼曾經是古墳時代統治九州地區的女王[註 2]，並有讓恐龍復活的巫術傳說出現[註 3]。
- 《三国群英传系列》中，卑弥呼是一方诸侯，大本营在日本，手下有天照、月讀、神武、山幸彥、海幸彦等日本神话传说中的人物，兵种为独有的忍者和武士，技能也具有日本特色。
- 街机音乐游戏系列《Beatmania IIDX》中，《卑弥呼》为游戏中一乐曲。该乐曲的Another谱面为游戏中难易度最高的Lv.12等级。并且在Lv.12中也是最上位的难度，在玩家群体中有相当的知名度。

### 電影
- 《卑彌呼（日语：卑弥呼 (映画)）》（1974）
- 《SPEC～結～》（2013）
- （2018）

### 舞台劇
- 2017年6月-8月，寶塚歌劇團花組公演《邪馬台国の風》由仙名彩世及華優希(新人公演)飾演卑弥呼女王一角

## 參看
- 弥生时代